# Montrottier
Montrottier is een gemeente in het Franse departement Rhône (regio Auvergne-Rhône-Alpes). De plaats maakt deel uit van het arrondissement Lyon. Montrottier telde op 1 januari 2022 1.393 inwoners.

## Geografie
De oppervlakte van Montrottier bedroeg op 1 januari 2022 23,1 vierkante kilometer; de bevolkingsdichtheid was toen 60,3 inwoners per km².

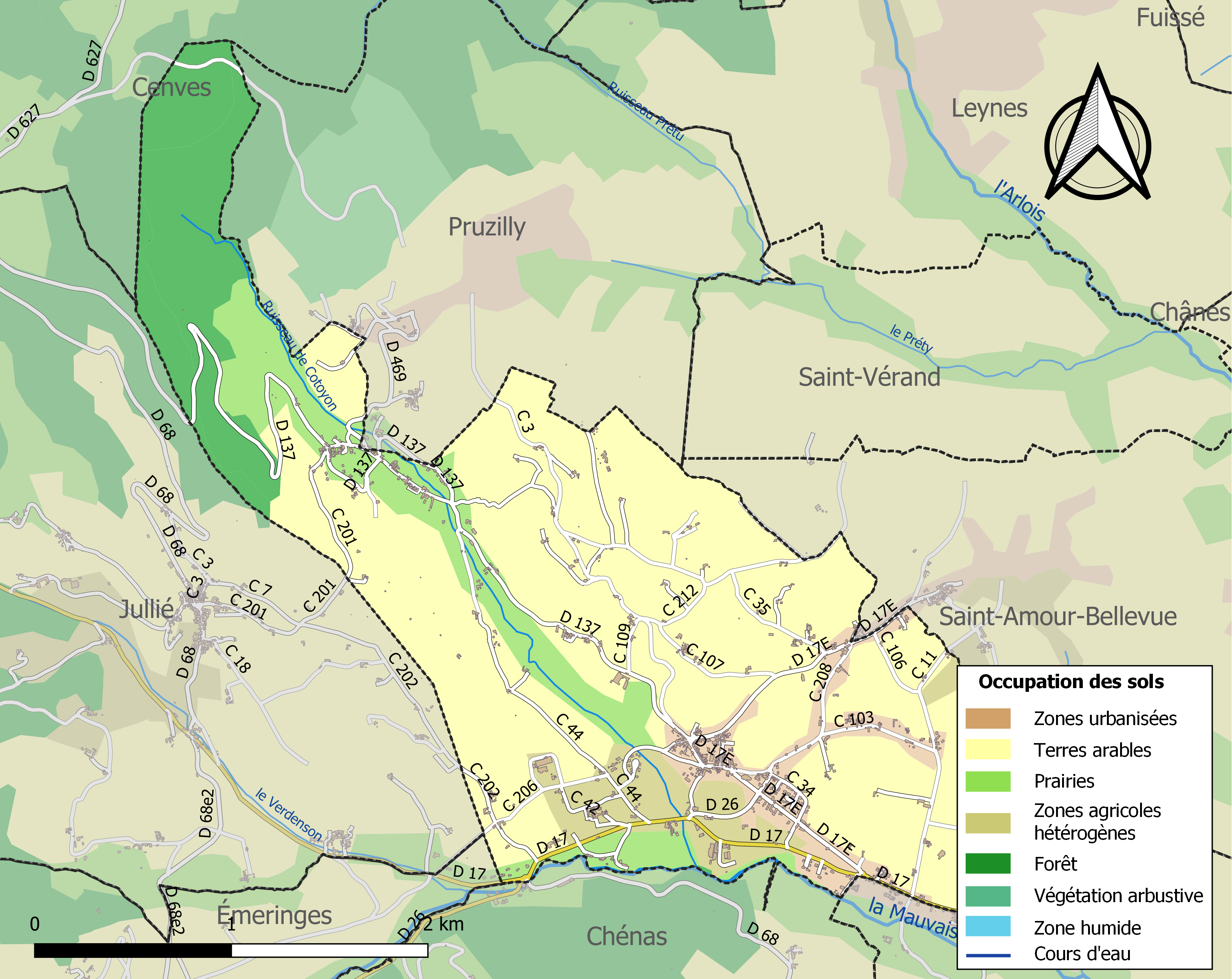
Kaart van de gemeente met de belangrijkste infrastructuur, bodemgebruik en omliggende gemeenten

## Demografie
Onderstaande figuur toont het verloop van het inwonertal (bron: INSEE-tellingen).

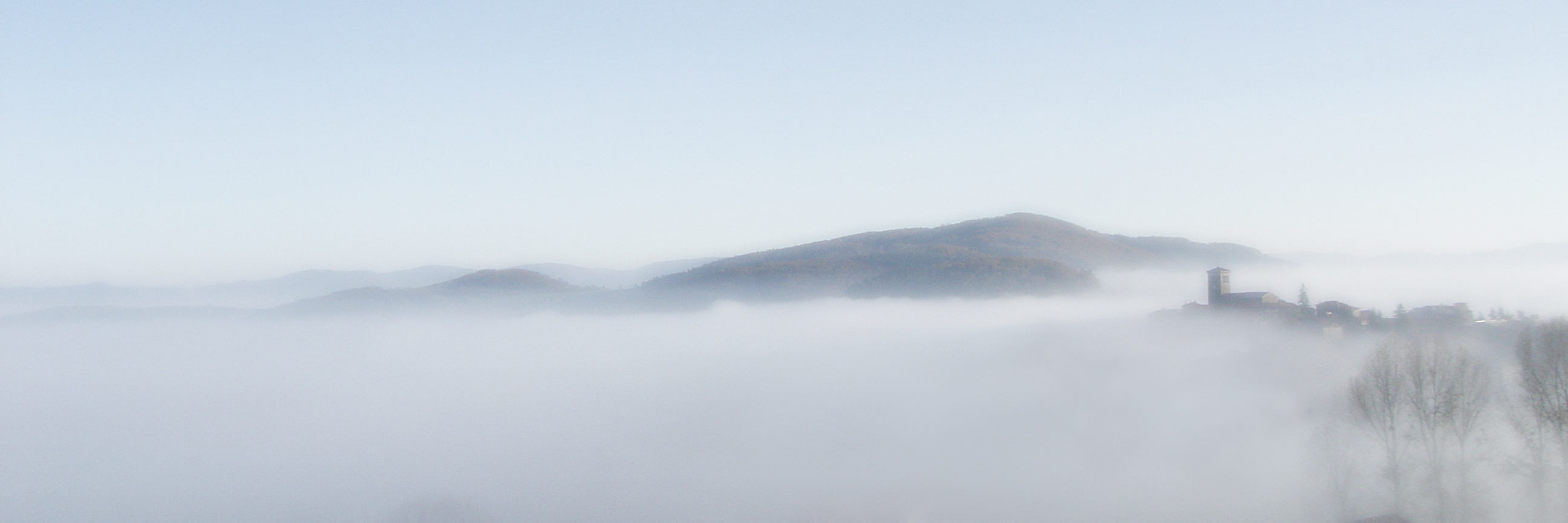
Montrottier (2005)